# Clément Poitrenaud
Clément Poitrenaud (ur. 20 maja 1982 w Castres) – francuski zawodnik rugby union, wielokrotny reprezentant kraju. Od 2001 roku występuje na pozycji obrońcy w klubie Stade Toulousain, z którym zdobył mistrzostwo Francji i Puchar Heinekena. 

## Kariera klubowa
Poitrenaud pierwszy profesjonalny kontrakt podpisał w 2001 roku ze Stade Toulousain. W tym samym roku odniósł też pierwszy znaczący sukces – zdobył z tym klubem mistrzostwo Francji. Tytuł ten zdobył następnie w latach 2008, 2011, 2012.
Ze Stade Toulousain Poitrenaud triumfował również w Pucharze Heinekena w latach 2003, 2005, 2010. Zdobył najwięcej przyłożeń (7) w sezonie 2006/2007 tego turnieju. Według danych European Rugby Cup, aktualnych 4 kwietnia 2014 roku, Poitrenaud zajmuje – razem z 
Anthonym Foleyem i Brianem O’Driscollem – 8. miejsce w rankingu zawodników, którzy najwięcej razy wystąpili w Pucharze Heinekena.
| Turniej          | Lata  | Liczba meczów | Liczba punktów | Liczba przyłożeń |
| ---------------- | ----- | ------------- | -------------- | ---------------- |
| Puchar Heinekena | 2001– | 86            | 100            | 20               |

Dane w tabeli aktualne w dniu 4 kwietnia 2014 roku.

## Kariera reprezentacyjna
Clément Poitrenaud zadebiutował w reprezentacji Francji seniorów 10 listopada 2001 roku w meczu przeciwko Republice Południowej Afryki. Brał udział w turniejach finałowych Pucharu Świata w Rugby – w 2003 i 2007 roku. Reprezentował Francję także w Pucharze Sześciu Narodów w latach 2003, 2004, 2007, 2009, 2010, 2011, 2012. 
| Turniej                | Lata  | Liczba meczów | Liczba punktów | Liczba przyłożeń |
| ---------------------- | ----- | ------------- | -------------- | ---------------- |
| Puchar Sześciu Narodów | 2003– | 24            | 15             | 3                |
| Puchar Świata w Rugby  | 2003– | 8             | 10             | 2                |

Dane w tabeli aktualne w dniu 4 kwietnia 2014 roku.

## Osiągnięcia
- Puchar Sześciu Narodów: 2004, 2007, 2010
- Mistrzostwo Francji: 2001, 2008, 2011, 2012
- Puchar Heinekena: 2003, 2005, 2010